# Adrian Brendel
Adrian Brendel (Londra, 1976) è un violoncellista britannico.
Figlio del pianista Alfred Brendel, ha studiato al Winchester College, e all'Università di Cambridge, oltre che al Conservatorio di Musica di Colonia, sotto la guida di Miklós Perényi e William Pleeth.
Svolge un'intensa attività concertistica, che lo ha portato a suonare nei più importanti centri, fra cui Firenze, Vienna, Lucerna, Amsterdam, nonché Tokyo.
Si esibisce spesso con il padre, con il quale esegue di frequente opere di Mozart, Beethoven e Schubert, sovente documentate in incisioni discografiche.